# 96
96 (XCVI) var ett skottår som började en fredag i den julianska kalendern.

## Händelser

### September
- 18 september – Nerva efterträder Domitianus som romersk kejsare efter mordet på den senare, vilket anses inleda De fem goda kejsarnas era. Under Nervas tid som kejsare återfår den romerska senaten mycket av den makt, som Domitianus har fråntagit den.

### Okänt datum
- Trajanus blir guvernör över Germania Superior.
- Nervas forum börjar byggas i Rom.
- Germania Superior faller till följd av att Trajanus stupar
- Titus triumfbåge färdigställs i Rom.
- Detta är det sista år som omnämns i Tacitus verk Historiae.
- En schism inom buddhismen skapar den nya populära religionen mahayana (Stora farkosten) i Indien.
- Kedron tillträder som patriark i Alexandria.

## Avlidna
- 18 september – Domitianus, romersk kejsare sedan 81 (mördad)
- Statius, latinsk poet